# 以色列足球協會
以色列足球協會（希伯來語：‎，HaHit'aḥdut leKaduregel beIsrael，簡稱IFA）是以色列的足球主管團體，總部設於特拉维夫区拉瑪特甘（Ramat Gan），負責組織各級聯賽（最高級別是以色列足球超级联赛）、以色列國家盃（Israel State Cup）及以色列國家隊。

## 歷史
以色列足球協會於1928年8月在英國託管時期以「巴勒斯坦英帝國託管地足球協會」（Eretz Israel/Palestine Football Association）名義成立，並於1929年6月獲接納成為國際足協會員，1956年以色列足球協會加入亞洲足協，惟在參加國際賽時遭受阿拉伯及穆斯林國家聯合杯葛，並於1974年被逐出亞洲足協。在往後20年以色列足球協會並沒有附屬於任何洲際足球協會，只在參賽世界盃時加入大洋洲或歐洲地區，直到1994年才獲准加入歐洲足協。
巴勒斯坦於2015年5月時，以「以色列侵害巴勒斯坦人參與足球賽的權利，且限制約旦河西岸及加薩走廊的巴勒斯坦足球員活動」、「被以色列炸到無處踢球」為由，提案要求國際足協把以色列停權甚至開除會席，並指歐洲足協長期偏袒以色列，最後巴勒斯坦撤回提案，而在2016年5月，國際足協推動巴勒斯坦在足球活動上人民與貨物上可以自由流動，並解決以色列5個足球俱樂部在有領土爭議地區的問題。 

## 外部連結
- Official website
- Israel（页面存档备份，存于） at FIFA site
- Israel（页面存档备份，存于） at UEFA site